# Wyżeł niemiecki krótkowłosy
Wyżeł niemiecki krótkowłosy – jedna z ras psów należąca do grupy wyżłów, zaklasyfikowana do sekcji wyżłów kontynentalnych, w podsekcji psów w typie gończego. Typ wyżłowaty. Podlega próbom pracy.
Wyżeł niemiecki krótkowłosy to popularna zarówno w Niemczech, jak i w innych krajach rasa psa myśliwskiego, wykorzystywanego głównie do wystawiania, wypłaszania i aportowania ptactwa. Wyżeł niemiecki krótkowłosy jest jednym z niewielu ras wyżłów nadających się do pracy także jako wyżeł wszechstronny. W przeciwieństwie do większości ras wyżłów, po właściwej tresurze jest z powodzeniem wykorzystywany do polowań w terenie leśnym jako płochacz, tropowiec i posokowiec. Jego przodkami są wyżły włoskie oraz pointery.
Wyżeł niemiecki krótkowłosy to harmonijnie zbudowany pies, szybki w pracy na tropie. Charakteryzuje się wyniosłą postawą o wyraźnej linii, suchą głową, wysoko noszonym ogonem, twardą i błyszczącą szatą. Ma łagodne i zrównoważone usposobienie.

## Szata i umaszczenie
Szata jest gładka, gruba i krótka. Umaszczenie może występować:
- brązowe
- brązowe z plamkami lub dereszowatymi znaczeniami
- ciemny deresz
- jasny deresz (na zdjęciu)
- białe z brązowymi znaczeniami (tzw. bielak)
- czarne (bardzo rzadkie)
- czarne z żółtym podpalaniem.